# Kumla
Ne doit pas être confondu avec Kumla (Kvinnherad).
Kumla est une ville de Suède, chef-lieu de la commune de Kumla dans le comté d'Örebro. Elle compte 17 264 habitants en 2020.

## Personnalités
- Marcus Ericsson (1990-), pilote de Formule 1
- Mattias Jonson (1974-), footballeur suédois
- Jacob Ahlsson (1998-), coureur cycliste
- Peter Stormare (1953-), acteur suédois